# Candelaria (Argentina)
Candelaria è un comune dell'Argentina, situato nel dipartimento omonimo, nella provincia di Misiones.

## Popolazione
Al censimento del 2001, il municipio contava una popolazione di 11 039 abitanti.

## Storia
Fondata come riduzione gesuita nel 1627, Candelaria fu più volte spostata di luogo a causa delle epidemie e degli attacchi dei bandeirantes, fino a trovare nel 1665 la sua definitiva ubicazione. Fino all'espulsione dei gesuiti fu la sede del Superiore, responsabile di tutte le missioni in territorio guaraní; in seguito divenne la sede del Governatore di Misiones.